# الجيش الوطني الهندي
الجيش الوطني الهندي (INA) أو آزاد هند فوجي (بالهندية: आज़ाद हिन्द फ़ौज) كانت قوة مسلحة تشكلت عن طريق حركة الاستقلال الهندية القوميية في عام 1942 في جنوب شرق آسيا خلال الحرب العالمية الثانية. كان الهدف من الجيش هو الإطاحة بالحكم البريطاني الإستعماري في الهند، بمساعدة يابانية. تكونت في البداية من السجناء الهنود من الحرب التي استولت عليها اليابان في الحملة والملايو في سنغافورة، وانضم عدد من المتطوعين من السكان من المغتربين الهنود في ماليزيا وبورما.
تشكلت في البداية في عام 1942 مباشرة بعد سقوط سنغافورة تحت قيادة موهان سينغ، إنهار الجيش الوطني الهندي الأول من قبل في ديسمبر من نفس العام قبل أن أحيي من قبل سوبهاس تشاندرا بوس في عام 1943 وأعلن جيش بوز آزاد هند حكومة الهند الحرة. خاض هذا الائتلاف الوطني العراقي الثاني إلى جانب الجيش الإمبراطوري الياباني ضد القوات البريطانية والكومنولث في حملات في بورما، وايمفال واجه البعض محاكمة بتهمة الخيانة، وأصبح نقطة تعبئة للحركة الاستقلال الهندية.